# Цинк, Бурхард

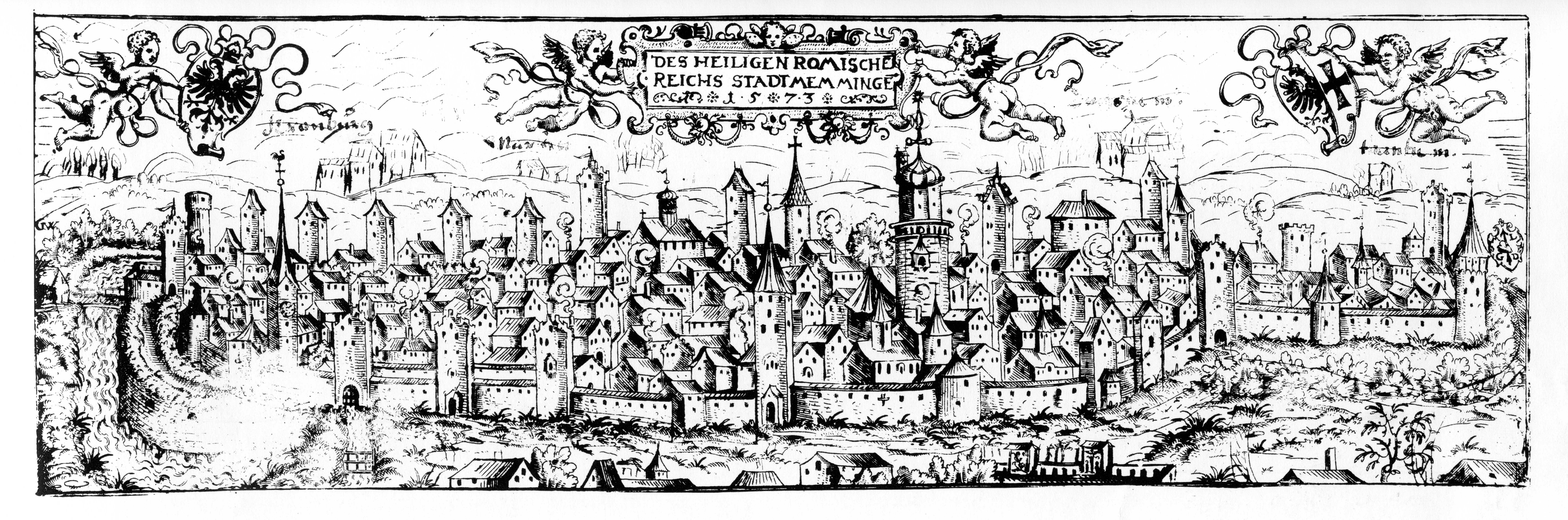
Город Мемминген. Офорт Георга Вёхтера, 1573 г.

Бурхард Цинк, или Буркхард Зинг (нем. Burkard Zink, Burkhard Zingg; около 1396, Мемминген — 1474 или 1475, Аугсбург) — немецкий хронист и торговец из Аугсбурга, составитель местной городской хроники, автор первой автобиографии на немецком языке и предполагаемый автор немецкого народного романа «Фортунат» (нем. Fortunatus).

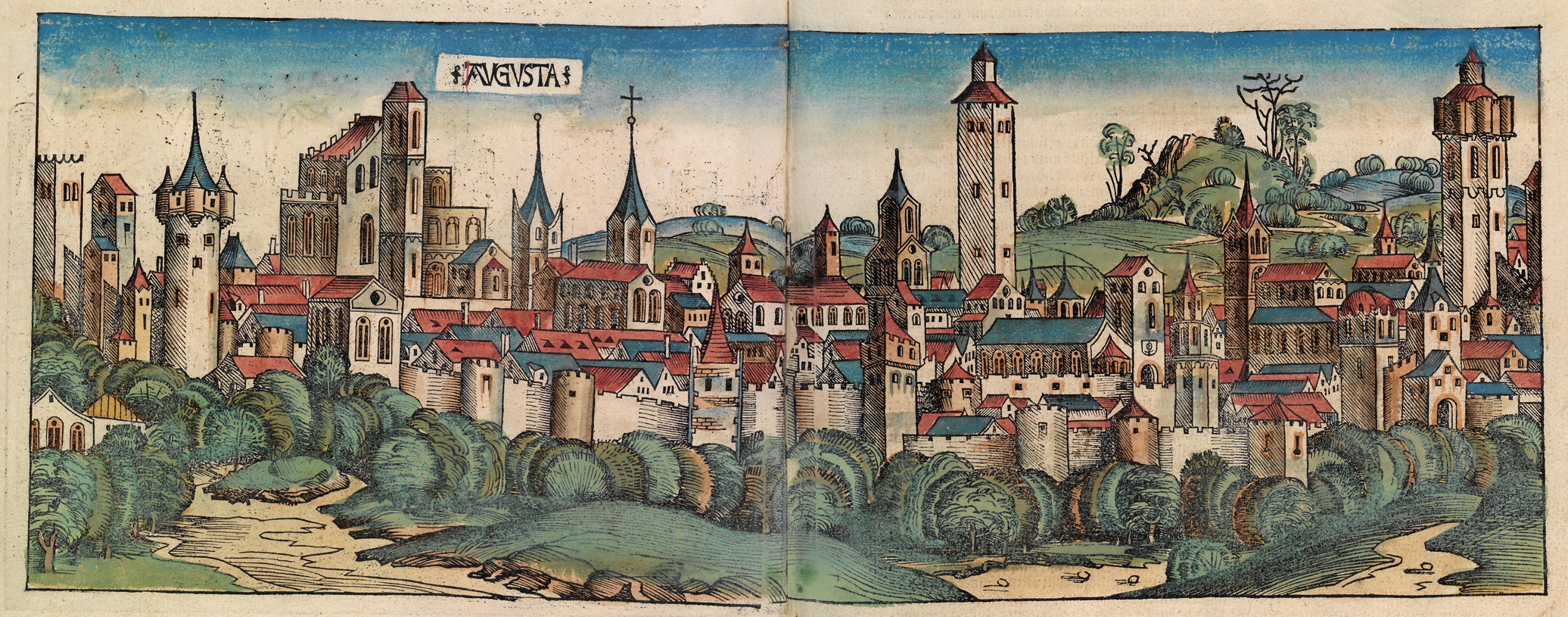
Город Аугсбург в 1493 году. Ксилография из Нюрнбергской хроники

## Биография

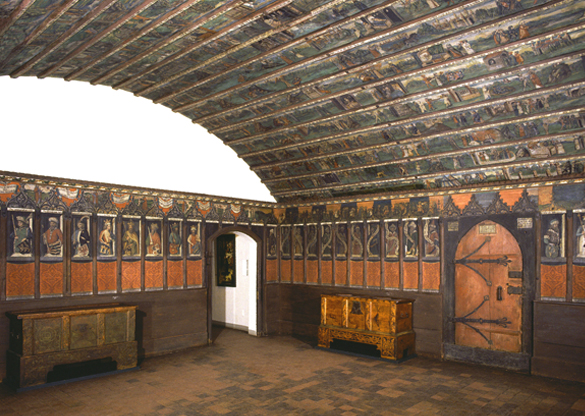
Интерьер зала Аугсбургской гильдии ткачей, 1389 г. Баварский национальный музей

Родился около 1396 года в Меммингене (Верхняя Швабия) в семье небогатого торговца. Имел двоих братьев и двоих сестёр; в возрасте пяти лет лишился матери. С 1407 года, с двенадцати лет, жил в деревне Риг недалеко от Лайбаха (совр. Любляна, Словения), в семье родного дяди-священника, пользовавшегося покровительством Маргариты фон Тек, супруги графа Фридриха III Ортенбургского, регента Крайны. Дядя отправил своего племянника в школу в Райфнице (совр. Рибница), по окончании которой намеревался послать его в Венский университет изучать теологию. Но Бурхард, не испытывавший, по-видимому, склонности к духовной карьере, отказался продолжить своё образование, вернувшись в родной город.
Узнав в Меммингене, что отец его уже умер, а всё имущество перешло к мачехе, Бурхард вернулся к своему дяде в Крайну, но тот также вскоре скончался, завещав всё состояние собственным детям. Цинк переезжал из одного швабского города в другой, посещая как странствующий ученик школы в Эингене, Балингене и Ульме, а затем пытаясь там преподавать. К этому времени он лишился, по-видимому, всяческих средств, порой ему приходилось даже просить милостыню.
В 1415 году Цинк осел, наконец, в Аугсбурге, где, благодаря своему образованию, на первых порах смог обеспечить себя бумажной работой, переписывая сначала деловые документы, а затем и книги. Получив известность в качестве грамотного писца, привлёк к себе внимание городского совета, получив от него несколько небольших заказов. Это позволило ему в 1419 году устроиться фактором к богатому торговцу Йосу Крамеру, члену гильдии ткачей, успешно торговавшему шерстью, байкой и мехами в Нюрнберге, Франкфурте и Венеции.
Однако ссора Цинка с Крамером, недовольным женитьбой своего приказчика на хозяйской служанке, вынудила его вернуться к переписыванию книг, и молодая семья сильно нуждалась, несмотря на то, что супруга оказалась умелой пряхой, работа которой пользовалась спросом. Вскоре произошло примирение Цинка с хозяином, оказывавшим ему в дальнейшем некоторое покровительство. Но в 1422 году, располагая капиталом всего в 30 гульденов, Цинк вынужден был стать наёмником, приняв участие в военной кампании Швабского союза городов против Фридриха фон Цоллерна. Благодаря своим способностям, он быстро дослужился до войскового казначея, и по возвращении в Аугсбург стал там известным человеком.
В 1423 году Цинк сопровождал ратмана Йорга Плосса на переговорах с королём Венгрии Сигизмундом, в 1427-м отправлен был в Рим c деньгами для городского прокуратора, а в 1430 году — в Венецию. В 1431 году он окончательно оставил Йоса Крамера, получив от городского совета должность наёмного мастера-весовщика, что позволило ему начать собственный бизнес.
Вплоть до 1438 года Цинк служил весовщиком с годовым окладом в 53 гульденов у мэра Петера Эгена, позволявшего ему не только по-прежнему переписывать книги, но и отлучаться для деловых поездок в Венецию. В 1440 году он получил, наконец, аугсбургское гражданство, а в следующем 1441-м обзавёлся собственным домом и капиталом. Став членом торговой гильдии Меутинг, он решил предпринять ряд торговых поездок, в том числе в Нюрнберг и Бамберг. Успешная торговля позволила ему не только приумножить своё состояние и купить в 1444 году второй дом, но и путешествовать по Центральной и Южной Европе, посетив, в частности, Италию, включая Вененцию и Рим, Венгрию, а также Грецию, включая Родос и Крит.
Со второй половины XV века Цинк всё реже покидал Аугсбург, занимая там различные муниципальные должности. С 1450 года он исполнял обязанности городского казначея, с 1454-го отвечал за закупки зерна, а с 1456-го служил хранителем городской печати. В 1458 году он стал генеральным откупщиком, а в 1459-м — сборщиком налогов. Вплоть до 1455 года его имя встречается в списках сборщиков хлебных денег, а после этой даты — винных и соляных налогов при городском хранилище каменной соли — Зальцштаделе (нем. Salzstadel), где он числился также резидентом и после того, как ушёл в отставку. Известно также, что в 1457 году он совершил спешную поездку в Тренто, чтобы освободить там из плена одного из своих сыновей, сумев сторговаться с тамошним епископом в размере выкупа.
Удачная торговля недвижимостью позволила Цинку на старости лет окончательно удалиться на покой и посвятить себя работе над городской хроникой и мемуарами. Умер он не позже 1475 года в Аугсбурге, почти 80 лет от роду, что для тех времён было весьма необычно.

## Семья
Впервые Цинк женился в 1420 году, в возрасте 24 лет, на Елизавете Шторклерин из Меринга, служанке своего хозяина Йоса Крамера. Прожив в браке с Елизаветой около 20 лет и прижив с ней 10 детей, после смерти её в 1440 году Цинк женился на обедневшей дворянке фон Адельцхаузен, от которой имел двух детей. После смерти в 1449 году второй супруги жил гражданским браком с Маргаритой Сегессерин, от которой также прижил двух детей, и с которой в 1454 году расстался, выиграв судебный процесс против неё. От третьей жены Доротеи Мюнстерлин (ум. 1459) имел ещё четырёх детей. В 1460 году в последний раз женился на некой Анне (фамилия неизвестна), от которой имел двух детей и которая, по-видимому, его пережила. Всего, таким, образом, Цинк имел не менее 20 детей.

## Сочинения

### Хроника
Мемуары Цинка, или его автобиография, написанная в 1466 году на швабском диалекте ранненововерхненемецкого языка, является частью «Аугсбургской городской хроники», составлять которую стали там задолго до него, охватив события с 1368 по 1406 год. Текст её разделён на четыре книги: первая кратко охватывает события городской истории за 1386—1397 годы, вторая более подробно излагает события 1401—1466 годов, третья, которую принято, в свою очередь, делить на две части, содержит автобиографию автора до 1459 года, и, наконец, четвёртая касается снова происходившего в городе и других германских землях в 1416—1468 годах.
Автобиографическая часть заключает в себе подробное описание всех юношеских путешествий и злоключений автора, прибытия его в Аугсбург и работы там писарем, заключения там в 1420 году первого брака, последующей военной службы, занятия в Аугсбурге торговлей до того, как стать натурализованным гражданином, дальнейших его путешествий, участия в посольствах и роста благосостояния, и, в конечном счёте, карьеры в качестве городского чиновника.
Главными достоинствами хроники Цинка является, во-первых, умение его ярко и живо описывать не только исторические факты, но и увиденное лично, во-вторых, стремление давать всему собственную оценку и, по возможности, доходчиво объяснять. Зависимое, по сути, положение Цинка, сделавшего карьеру при поддержке влиятельных аугсбургских торговцев и магистратов, не мешает ему довольно откровенно высказываться обо всех городских делах, народных движениях, включая Гуситские войны, борьбе между городскими группировками, а также ошибках и личных недостатках видных политиков и градоначальников. Не являясь учёным историком или государственным деятелем, он обладал определённым политическим чутьём и беспокоился по поводу утраты Аугсбургом независимости в противоборстве с княжеской властью, объясняя это разобщённостью и меркантильностью городского патрициата. Достаточное же образование и знание латыни позволяло ему не только цитировать басни Эзопа и поэму Томаса Пришуха о Констанцском соборе (1418), но и интересоваться найденными в Аугсбурге римскими древностями.
Труд Цинка занимает видное место среди средневековых немецких городских хроник по своей форме и содержанию, но ценность его ещё более возрастает, поскольку история города органически соединяется в нём с историей частной жизни.
Автографическая рукопись хроники Цинка не сохранилась, известно лишь четыре её бумажных списка XVI века, хранящихся ныне в земельной и городской библиотеке и городском архиве Аугсбурга, в Центральной библиотеке Венской францисканской провинции в Граце (Австрия), а также в Баварской государственной библиотеке в Мюнхене.
Хроника Цинка впервые издана была в 1763 году в Аугсбурге с сокращениями немецким историком Андреасом Феликом фон Эфелем, придворным  библиотекарем принца Баварии Клеменса Франца. Первое полное издание её увидело свет в 1866 году в Лейпциге под редакцией историка Карла Гегеля, использовавшего три известных ему манускрипта и включившего её в 5 том свода «Немецких городских хроник XIV—XVI столетий». Третья книга хроники, содержащая автобиографию Цинка, переиздавалась в 1920 году в Лейпциге Вернером Мархольцем, в 1947 году в Донаувёрте Максом Миллером и в 1980 году в Мюнхене Хорстом Венцелем и Теодором Крамером, сопроводившим свои публикации обстоятельными историко-филологическими комментариями.

### «Фортунат»

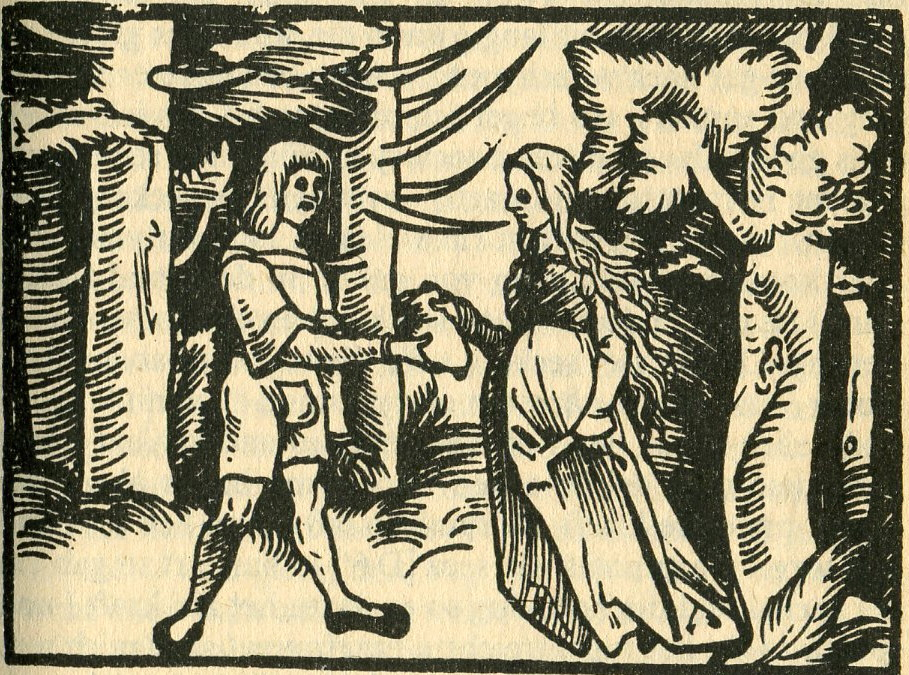
Ксилография из первого аугсбургского издания романа «Фортунат» (1509)

По мнению отечественного филолога-германиста Б. И. Пуришева, перу Бурхарда Цинка может принадлежать популярный народный немецкий роман «Фортунат», написанный им, возможно, около 1450 года. Оснований для подобной гипотезы немало, прежде всего, обращает на себя внимание, что языковые особенности этой книги однозначно говорят об её аугсбургском происхождении. Помимо того, в ней не только упоминаются войны испанцев с маврами, тогда как реконкиста закончилась в 1492 году, но и ничего не сообщается о завоевании в 1453 году Константинополя турками.
Сюжетно объединяя в себе восточную сказку, средневековую морально-назидательную новеллу, а также рыцарский и плутовской романы, он напоминает по своему стилю и содержанию автобиографию Цинка, много путешествовавшего по Центральной и Южной Европе, включая Италию, Грецию и Крит. Автор романа хорошо осведомлён в географии средневековой Европы и указывает довольно точные пути и расстояния между известными городами.
Считается доказанным, что первоначально «Фортунат» бытовал лишь в рукописи, а в первом его издании, выпущенном в 1509 году в Аугсбурге печатником Иоганном Отмаром и украшенном гравюрами проживавшего там в те годы Йорга Брея (Старшего), имеется приписка о том, что «распорядился напечатать» книгу некий Иоганнсен Хеблер Аптекарь (нем. Johannsen Hehbler Appotegker) в «имперском городе Аугсбурге».
Немецкие литературоведы давно обратили внимание, что роман «Фортунат» написан таким же канцелярским языком, как и городская хроника Аугсбурга. Однако в тексте его имеется немало заимствований и из итальянского языка, а также типично романских имён, основное же действие происходит на далёком Кипре. Более того, ряд сюжетных мотивов книги имеет восточные корни, в частности, история о Маленьком Муке и волшебных плодах, использованная Вильгельмом Гауфом, а некоторые сказочные элементы, очевидно, заимствованы из «Тысячи и одной ночи».
Вместе с тем, не вызывает сомнений, что все события, земли, страны и города описываются в романе с точки зрения южнонемецкого бюргера XV столетия, опытного купца и путешественника, сведущего как в вопросах городского управления и юриспруденции, так и в торговых делах. Несомненное стилистическое сходство и общность лексического состава «Фортуната» с «Аугсбургской городской хроникой» (1453) позволяют утверждать, что его автором вполне мог являться Бурхард Цинк. Однако оригинальная рукопись его произведения не сохранилась, поэтому не исключено, что за более чем тридцать лет, прошедших после его смерти, книга была основательно переработана и дополнена другими авторами.

## Память
- В 1862 году торговец из Меммингена Ганс Лееб соорудил Бурхарду Цинку на собственные средства памятник (вверху справа), но в надписи на пьедестале ошибочно назвал его «посланником Аугсбурга в Пеште, Риме и Родосе»[20]. Изначально памятник был установлен в Меммингене на Халльхофплац, а сегодня стоит на Кёнигсграбене (недалеко от Вестертора).
- В Меммингене в его честь названа улица Цинкштрассе (нем. Zinggstraße).
- В Аугсбурге в его честь названа улица Бурхард-Цинк-Штрассе (нем. Burkhard-Zink-Straße).

## Издания
- Excerpta boica Burckardi Zengii Chronico Augustano. Edidit  Andreas Felix Oefelis // Rerum Boicarum scriptores. — Tomus 1. —  Augustae Vindelicorum, 1763. — pp. 243–300.
- Chronic des Burkard Zink. 1368—1408, hrsg. von Karl von Hegel, Ferdinand Frensdorff und Matthias Lexer // Die Chroniken der schwäbischen Städte. — Band 2. Augsburg. — Leipzig, 1866. — pp. xi–lii, 1–330. — (Die Chroniken der deutschen Städte vom 14. bis in's 16. Jahrhundert, 5).
- Das Leben des Burkard Zink nebst Auszügen aus seiner Chronik, hrsg. von Werner Mahrholz. — Buch III. vollständig, der Rest in Auszügen. — Leipzig, 1920. — 87 S.
- Burkard Zink. Der Augsburger Chronist. Sein Leben und sein Werk. Hrsg. von Max Miller. — Buch III. — Donauwörth, 1947. — S. 343–418.
- Die Autobiographie des späten Mittelalters und der frühen Neuzeit. 2: Die Selbstdeutung des Stadtbürgertums. Hrsg. von Horst Wenzel und Theodor Kramer. — München, 1980. — S. 51–72. — (Spätmittelalterliche Texte, 4).